# Joaquim Xicoy
Joaquim Xicoy i Bassegoda (Barcelona, 15 de septiembre de 1925-16 de noviembre de 2006) fue un político y abogado español.

## Biografía
Estudió en el colegio de los jesuitas de la calle de Caspe de Barcelona. Licenciado en Derecho por la Universidad de Barcelona, se especializó en asesoría empresarial. Fue miembro de la Junta de Gobierno del Colegio de Abogados de Barcelona (1954-1958) y también miembro d'Òmnium Cultural y de la Fundació Congrés de Cultura Catalana.

### Trayectoria política
Perteneció a Esquerra Demòcrata Cristiana (1956-1974) y participó en el proceso de integración a Unió Democràtica de Catalunya (UDC), de la cual fue militante desde 1975; y en la cual ocupó los cargos de vicepresidente del Consell Nacional (1979-1980) y presidente del Comité de Gobierno (1981-1982).
Fue miembro de la Junta de Seguretat de Catalunya (1980-1982) y diputado por la circunscripción de Barcelona en el Congreso de los Diputados (1982-1986). En 1986 fue nombrado consejero de Justicia del Gobierno de la Generalidad de Cataluña, cargo que ocupó hasta las elecciones de 1988. Elegido diputado por Barcelona de la III Legislatura del Parlamento de Cataluña, durante la cual ejerció de presidente del Parlamento de Cataluña (1988-1992). Sería reelegido como diputado en las elecciones autonómicas de 1992 para la IV Legislatura, repitiendo como presidente de la cámara; causó baja anticipada en 1995. El año 2000 recibió la Medalla de Honor del Parlamento de Cataluña. Fue presidente de la Associació d'Antics Diputats al Parlament de Catalunya desde enero de 2003 hasta el momento de su muerte.
Publicó, entre otros, los ensayos Balmes i la Constitució y Un nou concepte de la guerra, un pas vers la pau.
Colaboró en El Ciervo, El Correo Catalán, Avui y La Vanguardia.